# روني ميلو
روني ميلو، (العبرية : רוני מילו)، (26 نوفمبر 1949)، ولد في تل ابيب تحت اسم رون ميليكوفسكي، هو سياسي إسرائيلي شغل منصب رئيس بلدية تل ابيب، ومنصب وزير ونائب وزير في حكومات إسرائيل عن كتلة الليكود وحزب المركز.
يحمل شهادة البكالوريوس في الحقوق من جامعة تل أبيب، خدم في الجيش الاسرائيلي كضابط ومرافع في النيابة العسكرية. انتخب لأول مرة للكنيست الإسرائيلي عام 1977، انتخب لعضوية الكنيست حتى عام 1992 من قبل حزي الليكود.
في العام 1984 اشغل منصب نائب وزير الخارجية، وفي عام 1988 عيين نائب وزير في مكتب رئيس الحكومة، وعين بين عام 1990 – 1992 وزير للشرطة في حكومة شامير.
انتخب عام 1993 لرئاسة بلدية تل ابيب عن حزب الليكود، واشغل المنصب لفترة واحدة حتى عام 1998.
انشق عن حزب الليكود عام 1999، وانشأ حزب المركز إلى جانب إسحاق مردخي، ودان مريدور، وأمنون ليبكين شاحاك، قائمة حصلت على 6 في انتخابات الكنيست عام 1999، وانضمت لائتلاف في حكومة ايهود براك حيث اشغل ميلو منصب وزير الصحة في هذه الدورة، ومن ثم وزير التعاون الإقليمي في حكومة شارون من عام 2001 إلى 2003.
خرج ميلو من الحزب واقام قائمة باسم «ليف» والتي اندمجت مباشرة مع الليكود في انتخابات عام 2003، وذلك بعد تحطم الحزب وتورط مؤسسه اسحاق مردخاي في تهم اغتصاب.
ميلو متزوج وأب لولدين، ويعيش في تل ابيب.